# Mykola Dovhan
Mykola Anatolijovytj Dovhan (ukrainska: Микола Анатолійович Довгань), född den 15 juli 1955 i Talaja i Ryssland, är en sovjetisk roddare.
Han tog OS-silver i scullerfyra i samband med de olympiska roddtävlingarna 1980 i Moskva.